# 涙点プラグ
涙点プラグ（るいてんぷらぐ）とは、ドライアイへの治療法の一つであり、涙点（涙の流出口）にプラグ（栓）を差し込むことにより、涙を目の表面にため、ドライアイを治療、軽減する。

## 概要
ドライアイの治療法の基本は人工涙液の点眼である。しかし、点眼した時には眼は潤うが、それを保つことはできない。また人工涙液には涙に含まれている蛋白質、ビタミンなどの眼にとって重要な成分も含まれていない。そのため、自分の涙に勝る治療薬はないともいえる。涙点プラグでは、自分の涙を眼の表面にとどまらせることにより高い効果を実現する。

## 手術
点眼麻酔を行った後、専用の測定器で涙点の大きさを測定する。そして涙点の大きさに合ったプラグを挿入する。ほとんど痛みもなく、涙点の測定から挿入まで数分で終了する。最後にプラグが表面に突出していないか確認する。
涙点は右目と左目に上下二つずつある。涙点プラグを初めて装着する場合、下二つのケースが多い。ドライアイがひどければ上下ともに差し込むことも可能である。
装着後から通常どおりの洗顔や入浴も行える。手術後、取り外すことも再装着することも容易である。
保険適用の手術となっており、安価である。片目3000円から5000円程度で行うことができる。特に異常がなければ、ずっと付けたままでいることも可能である。とはいえ、眼にとって異物であることには変わりなく、定期的な眼科での受診が望まれる。

## デメリット
涙点から涙を排出するときは、眼の老廃物や埃、異物なども排出している。涙点をふさぐと老廃物や異物が眼にとどまり悪影響を与えることもある。
差し込んだプラグに違和感を持つ人もいる。違和感がひどければ、取り外すことになる。
重篤な合併症としては、涙点の拡大、肉芽種形成、プラグの迷入などがあり、注意が必要である。